# Мурад-Авур
Мурад-Авур — особняк и одноимённая усадьба в Гаспре, принадлежавшие Николаю Николаевичу Комстадиусу. Впоследствии санаторий «Марат», с 2011 года — частная вилла «Мурад-Авур». Современный адрес Гаспра, Алупкинское шоссе, 60.

## Усадьба Мурад-Авур

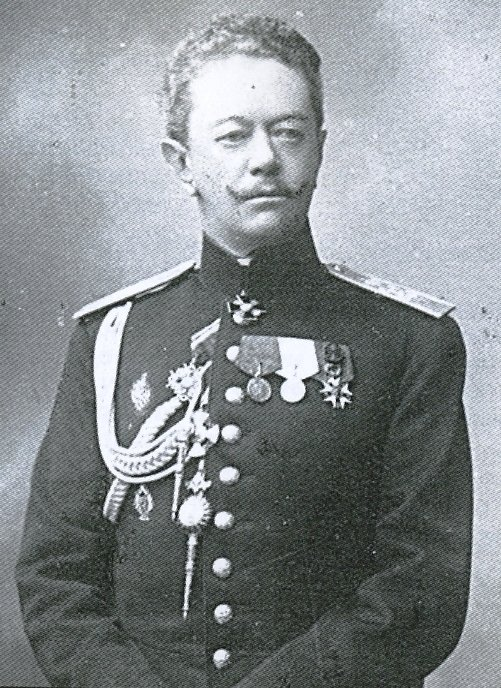
Владелец имения - генерал Николай Николаевич Комстадиус

В марте 1909 года генерал-майор, командир лейб-гвардии Кирасирского Его Величества полка Николай Николаевич Комстадиус, постоянно бывавший с семьёй в Крыму с 1904 года, купил за 26350 рублей у Варвары Ивановны Токмаковой и Николая Николаевича Титушкина «при деревне Гаспра, Ялтинского уезда» 3100 квадратных саженей (примерно1,41 гектара) земли. 21 апреля того же года великая княгиня Анастасия Николаевна, владелица имения Чаир, подарила «в вечное и потомственное владение» Н. Н. Комстадиусу 40 квадратных саженей на берегу моря, а 9 октября того же года тёща Комстадиуса, вдова действительного статского советника Вера Ивановна Малама, продёт свой участок земли в 189 квадратных саженей. В ноябре 1911 года опять же у Титушкина покупается ещё 231,75 квадратных саженей земли, а 24 октября 1913 года — 900 квадратных саженей под будущий виноградник. Имение получило название «Мурад-Авур», что в переводе с крымскотатарского означает «Исполнение желаний».
Поросший лесом неухоженный участок потребовал много усилий для приведения в порядок: для выравнивания пришлось строить подпорные стены даже убрать скалу в центре участка (впоследствии на её месте был построен главный дом). На месте леса в 1911 году был устроен сад из 200 яблонь, 13 грушевых деревьев, 10 слив и 20 персиков, в 1913—1916 году разбили парк. От бывшего леса оставили старые красивые деревья; между ними посадили 300 пирамидальных кипарисов и 50 саженцев пихты, сосны, лавра и клёна.
Застройку начали с сооружения в 1909—1910 году трёхэтажного каменного флигеля для временного размещения семьи. Для проектирования главного дома пригласили известного архитектора Н. П. Краснова. К 1911 году большой дом строгой классической формы в неороманском стиле (по определению Краснова), часто называемый дворцом, был закончен. Построенное на склоне здание получилось разноэтажным: с северной стороны имело два этажа и три — с южной. Монументальные фасады почти лишены украшений. Единственный декоративный элемент — каменная резьба на фронтоне над входом в дом. На юго-западном фасаде устроены открытые балконы, лестницы и террасы, как было принято на Южном берегу. С северной стороны расположен парадный вход, оформленный в виде арочного портала, визуально связан с фонтаном перед ним. Обрамляющие окна плоские пилястры и полуколонны центральной части южного фасада, в которых просматривается влияние стиля модерн, придают зданию некоторую «устремленность ввысь» и облегчают общую монументальность. На первом этаже располагались парадные помещения из 17 комнат: вестибюль, столовая, гостиные, среди которых выделялась, по определению самого Н. Н. Комстадиуса, «арабская комната» с пристенным мраморным «фонтаном слез» и камином в восточном стиле. На участке соорудили конюшни из камня и теплицы под стеклом, пристроили кухню к флигелю, был устроен теннисный корт у западного фасада дворца.

## После революции

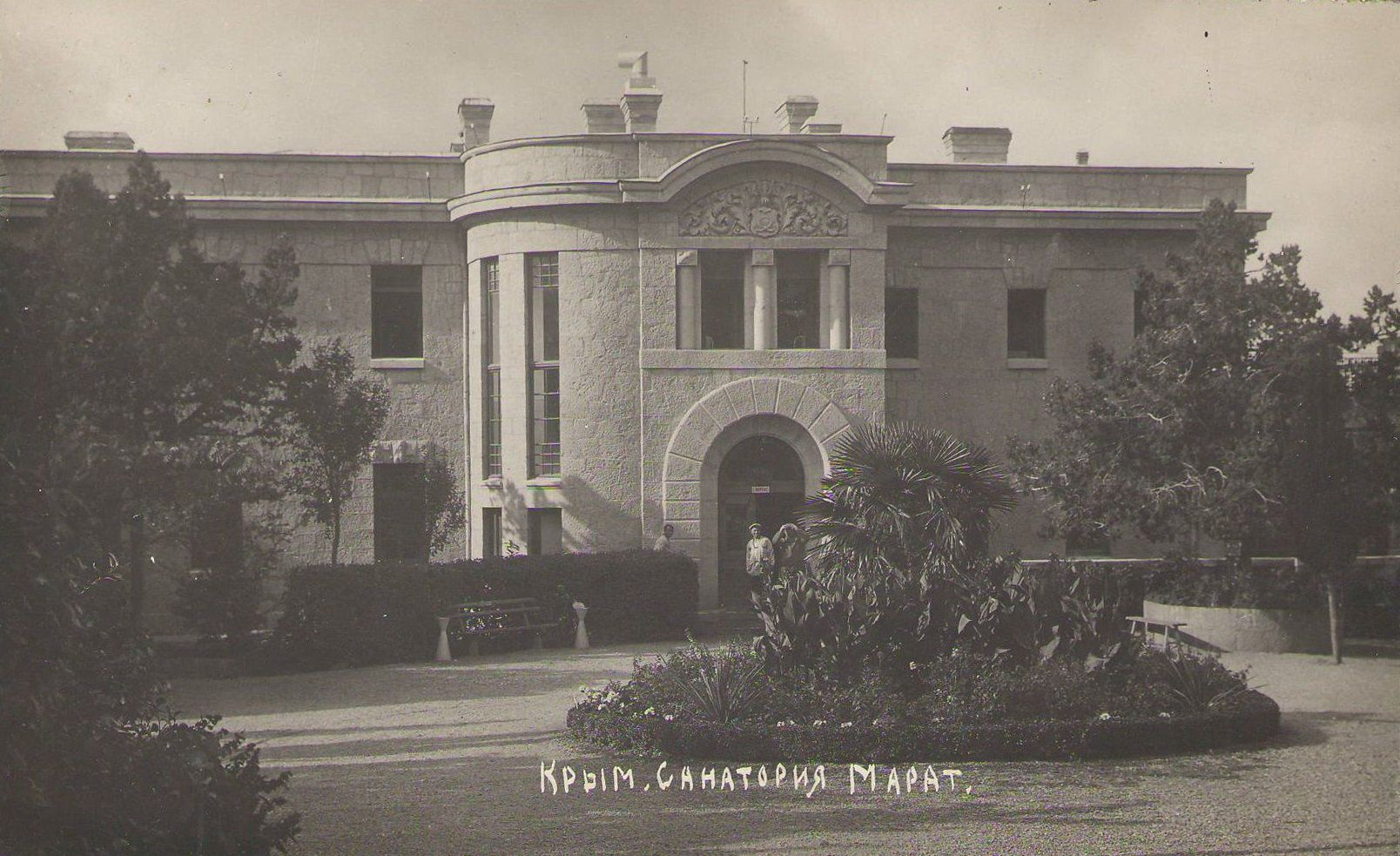
Санатория Марат, 1927 год.

16 декабря 1920 года приказом председателя Революционного комитета Крыма были изъяты «из частного владения как разных ведомств, так и частных лиц все имения Южного берега Крыма в районе от Судака до Севастополя включительно» и передавались в ведение специально созданного Управления Южсовхоза.
Имение Мурад-Авур национализировано и передано в управление Южсовхоза в феврале 1921 года, о чём 28 февраля был составлен соответствующий акт, который подписали управляющий имения и «члены рабочего контрольного комитета, понятые и представители Управления Южнобережными советскими хозяйствами Крыма». К этому времени, ещё в 1917 году, умер Николай Николаевич Комстадиус, в 1918 году в Швейцарии от туберкулёза 20-летняя дочь Софья, в 1919 году — Вера, сыновья выехали за границу. 30 мая 1921 годак имение передали Районному курортному управлению и «Мурад-Авур» стал санаторием, получившим, вероятно по созвучию, имя деятеля Великой французской революции «Марат». В послевоенный период были утрачены все хозяйственные постройки имения, на их месте построили корпуса санатория, обветшавшие к настоящему времени. В течение последних 20 лет на территории санатория, без учёта природного и исторического ландшафта, были возведены различные частные здания. В 2011 главный дом имения, вместе с участком парка в 1 гектар, перешёл в частную собственность под названием вилла «Мурад-Авур», в 2019 году сменил владельца в 2019 году опять выставлен на продажу. На 2023 год с продажи снят.Осенью 2023 года началась реконструкция виллы и прилегающих строений .